# Reichsbundpokal 1939/40
Der Reichsbundpokal 1939/40 war der sechste ausgetragene Reichsbundpokal-Wettbewerb. Mit Hinzukommen des Gaus Sudetenland gab es nun 18 teilnehmende Mannschaften, weshalb vor dem Achtelfinale bereits zwei Ausscheidungsspiele ausgespielt wurden. Sieger wurde der Vorjahresfinalist Bayern durch einen 3:1-Erfolg über den Titelträger von 1935/36 Sachsen. Titelverteidiger Schlesien schied im Viertelfinale aus. Eine Überraschung gelang der Auswahlmannschaft Pommerns, die im Achtelfinale Berlin-Brandenburg mit 1:0 besiegen konnten, was überhaupt erst der zweite Sieg für Pommern in den Gauauswahlwettbewerben darstellte. Die mit einigen Spielern des in den 1930er Jahren dominierenden FC Schalke 04 bestückte Mannschaft Westfalens erreichte erneut nicht das Halbfinale.

## Übersicht
|  | Achtelfinale       | Achtelfinale |             |         | Viertelfinale | Viertelfinale |  |  | Halbfinale | Halbfinale |  |  | Finale | Finale |
|  |                    |              |             |         |               |               |  |  |            |            |  |  |        |        |
|  |                    |              |             |         |               |               |  |  |            |            |  |  |        |        |
|  | Hessen             | 0            |             |         |               |               |  |  |            |            |  |  |        |        |
|  | Südwest            | 3            |             |         |               |               |  |  |            |            |  |  |        |        |
|  | Südwest            | 3            | Südwest     | 1       |               |               |  |  |            |            |  |  |        |        |
|  |                    |              | Südwest     | 1       |               |               |  |  |            |            |  |  |        |        |
|  |                    |              |             |         | Bayern        | 2             |  |  |            |            |  |  |        |        |
|  | Bayern             | 3            |             |         | Bayern        | 2             |  |  |            |            |  |  |        |        |
|  | Bayern             | 3            |             |         |               |               |  |  |            |            |  |  |        |        |
|  | Württemberg        | 0            |             |         |               |               |  |  |            |            |  |  |        |        |
|  | Württemberg        | 0            | Bayern      | 2       |               |               |  |  |            |            |  |  |        |        |
|  |                    |              | Bayern      | 2       |               |               |  |  |            |            |  |  |        |        |
|  |                    |              |             | Ostmark | 0             |               |  |  |            |            |  |  |        |        |
|  | Sudetenland        | 1            |             | Ostmark | 0             |               |  |  |            |            |  |  |        |        |
|  | Sudetenland        | 1            |             |         |               |               |  |  |            |            |  |  |        |        |
|  | Ostmark            | 3            |             |         |               |               |  |  |            |            |  |  |        |        |
|  | Ostmark            | 3            | Ostmark     | 6       |               |               |  |  |            |            |  |  |        |        |
|  |                    |              | Ostmark     | 6       |               |               |  |  |            |            |  |  |        |        |
|  |                    |              |             |         | Schlesien     | 1             |  |  |            |            |  |  |        |        |
|  | Ostpreußen         | 2            |             |         | Schlesien     | 1             |  |  |            |            |  |  |        |        |
|  | Ostpreußen         | 2            |             |         |               |               |  |  |            |            |  |  |        |        |
|  | Schlesien          | 3 a          |             |         |               |               |  |  |            |            |  |  |        |        |
|  | Schlesien          | 3 a          | Bayern      | 3       |               |               |  |  |            |            |  |  |        |        |
|  |                    |              | Bayern      | 3       |               |               |  |  |            |            |  |  |        |        |
|  |                    |              |             | Sachsen | 1             |               |  |  |            |            |  |  |        |        |
|  | Niedersachsen      | 2            |             | Sachsen | 1             |               |  |  |            |            |  |  |        |        |
|  | Niedersachsen      | 2            |             |         |               |               |  |  |            |            |  |  |        |        |
|  | Niederrhein        | 3            |             |         |               |               |  |  |            |            |  |  |        |        |
|  | Niederrhein        | 3            | Niederrhein | 4       |               |               |  |  |            |            |  |  |        |        |
|  |                    |              | Niederrhein | 4       |               |               |  |  |            |            |  |  |        |        |
|  |                    |              |             |         | Westfalen     | 2             |  |  |            |            |  |  |        |        |
|  | Mitte              | 1            |             |         | Westfalen     | 2             |  |  |            |            |  |  |        |        |
|  | Mitte              | 1            |             |         |               |               |  |  |            |            |  |  |        |        |
|  | Westfalen          | 2 a          |             |         |               |               |  |  |            |            |  |  |        |        |
|  | Westfalen          | 2 a          | Niederrhein | 2       |               |               |  |  |            |            |  |  |        |        |
|  |                    |              | Niederrhein | 2       |               |               |  |  |            |            |  |  |        |        |
|  |                    |              |             | Sachsen | 3 a           |               |  |  |            |            |  |  |        |        |
|  | Nordmark           | 3            |             | Sachsen | 3 a           |               |  |  |            |            |  |  |        |        |
|  | Nordmark           | 3            |             |         |               |               |  |  |            |            |  |  |        |        |
|  | Sachsen            | 6            |             |         |               |               |  |  |            |            |  |  |        |        |
|  | Sachsen            | 6            | Sachsen     | 14      |               |               |  |  |            |            |  |  |        |        |
|  |                    |              | Sachsen     | 14      |               |               |  |  |            |            |  |  |        |        |
|  |                    |              |             |         | Pommern       | 1             |  |  |            |            |  |  |        |        |
|  | Pommern            | 1            |             |         | Pommern       | 1             |  |  |            |            |  |  |        |        |
|  | Pommern            | 1            |             |         |               |               |  |  |            |            |  |  |        |        |
|  | Berlin-Brandenburg | 0            |             |         |               |               |  |  |            |            |  |  |        |        |

## Ausscheidungsspiele
| Datum             |             | Ergebnis  | !Stadion                                            |
| ----------------- | ----------- | --------- | --------------------------------------------------- |
| 12. November 1939 | Mittelrhein | 1:2 (0:1) | Südwest \|\|Radrennbahn, Köln (5.000)               |
| 12. November 1939 | Württemberg | 4:2 (1:0) | Baden \|\|Adolf-Hitler-Kampfbahn, Stuttgart (8.000) |

## Achtelfinale
| Datum            |               | Ergebnis             | !Stadion                                                             |
| ---------------- | ------------- | -------------------- | -------------------------------------------------------------------- |
| 3. Dezember 1939 | Hessen        | 0:3 (0:1)            | Südwest \|\|Kurhessen-Sportplatz, Kassel (4.000)                     |
| 3. Dezember 1939 | Bayern        | 3:0 (1:0)            | Württemberg \|\|München (7.000)                                      |
| 3. Dezember 1939 | Sudetenland   | 1:3 (0:1)            | Ostmark \|\|Aussiger Stadion, Aussig (12.000)                        |
| 3. Dezember 1939 | Ostpreußen    | 2:3 n. V. (1:2; 2:2) | Schlesien \|\|Horst-Wessel-Kampfbahn, Königsberg (4.000)             |
| 3. Dezember 1939 | Niedersachsen | 2:3 (2:2)            | Niederrhein \|\|Eintracht-Stadion, Braunschweig (8.000)              |
| 3. Dezember 1939 | Mitte         | 1:2 n. V. (1:1; 1:1) | Westfalen \|\|Cricketer Sportplatz, Magdeburg (10.000)               |
| 3. Dezember 1939 | Nordmark      | 3:6 (1:3)            | Sachsen \|\|Platz des Eimsbütteler TV, Hamburg (10.000)              |
| 3. Dezember 1939 | Pommern       | 1:0 (1:0)            | Berlin-Brandenburg \|\|Richard-Lindemann-Sportplatz, Stettin (4.000) |

## Viertelfinale
| Datum           |             | Ergebnis   | !Stadion                                                             |
| --------------- | ----------- | ---------- | -------------------------------------------------------------------- |
| 14. Januar 1940 | Südwest     | 1:2 (1:2)  | Bayern \|\|Bornheimer Hang, Frankfurt am Main (10.000)               |
| 14. Januar 1940 | Sachsen     | 14:1 (5:0) | Pommern \|\|Probstheidaer Stadion, Leipzig (8.000)                   |
| 28. Januar 1940 | Ostmark     | 6:1 (4:1)  | Schlesien \|Stadion an der Rosasgasse („Wackerplatz“), Wien (20.000) |
| 28. Januar 1940 | Niederrhein | 4:2 (0:1)  | Westfalen \|\|Rheinstadion, Düsseldorf (10.000)                      |

## Halbfinale
| Paarung        | Bayern – Ostmark |
| Ergebnis       | 2:0 (1:0) |
| Datum          | 19. Mai 1940 |
| Stadion        | Giesings Höhen, München |
| Zuschauer      | 18.000 |
| Schiedsrichter | Karl Hirsch (Stuttgart) |
| Tore           | 1:0 Lechner (23.) 2:0 Fiederer (59.) |
| Bayern         | Ernst Salcher (BC Augsburg) – Robert Bernard (VfR 07 Schweinfurt), Franz Schmeiser (TSV 1860 München) – Georg Bayerer (TSV 1860 München), Ludwig Goldbrunner (FC Bayern München), Franz Hammerl (Post SV München) – Ernst Lehner (SSV Schwaben Augsburg), Georg Lechner (SSV Schwaben Augsburg), Franz Pesahl (SSV Jahn Regensburg), Ludwig Janda (TSV 1860 München), Hans Fiederer (SpVgg Fürth)           |
| Ostmark        | Rudolf Zöhrer (FK Austria Wien) – Karl Sesta (FK Austria Wien), Willibald Schmaus (First Vienna FC) – Johann Artmann (First Vienna FC), Josef Pekarek (SC Wacker Wien), Walter Probst (FK Austria Wien) – Karl Zischek (SC Wacker Wien), Wilhelm Hahnemann (SK Admira Wien), Ernst Reitermaier (SC Wacker Wien), Walter Rirsch (FK Austria Wien), Josef Hronek (First Vienna FC) Cheftrainer: Ludwig Hussak |

| Paarung        | Niederrhein – Sachsen |
| Ergebnis       | 2:3 n. V. (1:1; 2:2) |
| Datum          | 16. Juni 1940 |
| Stadion        | Wedaustadion, Duisburg |
| Zuschauer      | 8.000 |
| Schiedsrichter | Schäfer (Hamburg) |
| Tore           | 1:0 Plückthun (15.) 1:1 Weigel (Elfmeter, 38.) 1:2 Müller (67.) 2:2 Winkler (68.) 2:3 Arlt (117.) |
| Niederrhein    | Willy Jürissen (Rot-Weiß Oberhausen) – Wilhelm Ickeltrath (Rot-Weiß Oberhausen), Karl Duch (Hamborn 07) – Willi Overkamp (Rot-Weiß Oberhausen), Kraus (Duisburger SpV), Ernst Rupieta (Hamborn 07) – Paul Winkler (Schwarz-Weiß Essen), Albin Liesen (Hamborn 07), August Gottschalk (Rot-Weiss Essen), Heinrich Trimhold (Schwarz-Weiß Essen), Walter Plückthun (Schwarz-Weiß Essen) |
| Sachsen        | Heinz Croy (Planitzer SC) – Helmut Preißler (Chemnitzer BC), Fritz Gödicke (TuRa Leipzig) – Herbert Seltmann (Planitzer SC), Lothar Richter (Chemnitzer BC), Helmut Schubert (Planitzer SC) – Fritz Mende (Chemnitzer BC), Joachim Forner (Wacker Leipzig), Fritz Müller (Planitzer SC), Herbert Weigel (Planitzer SC), Willi Arlt (Riesaer SV)                                       |

## Finale
| Paarung        | Bayern – Sachsen |
| Ergebnis       | 3:1 (1:0) |
| Datum          | 30. Juni 1940 |
| Stadion        | Schwabenplatz, Augsburg |
| Zuschauer      | 12.000 |
| Schiedsrichter | Erich Schauhuber (Wien) |
| Tore           | 1:0 Fischer (15.) 1:1 Arlt (69.) 2:1 Schmidt (77.) 3:1 Lechner (80.) |
| Bayern         | Ernst Salcher (BC Augsburg) – Robert Bernard (VfR 07 Schweinfurt), Franz Schmeiser (TSV 1860 München) – Georg Bayerer (TSV 1860 München), Ludwig Goldbrunner (FC Bayern München), Franz Hammerl (Post SV München) – Willy Schmidt (WKG Neumeyer Nürnberg), Georg Lechner (SSV Schwaben Augsburg), Ludwig Janda (TSV 1860 München), Hans Fiederer (SpVgg Fürth), Lorenz Fischer (WKG Neumeyer Nürnberg) |
| Sachsen        | Willibald Kreß (Dresdner SC) – Lothar Richter (Chemnitzer BC), Heinz Hempel (Dresdner SC) – Herbert Seltmann (Planitzer SC), Walter Dzur (Dresdner SC), Helmut Schubert (Planitzer SC) – Fritz Mende (Chemnitzer BC), Willi Munkelt (PSV Chemnitz), Erwin Helmchen (PSV Chemnitz), Herbert Weigel (Planitzer SC), Willi Arlt (Riesaer SV)                                                              |

## Torschützen
Nachfolgend sind die besten Torschützen des Reichsbundpokal 1939/40 aufgeführt. Sie sind nach Anzahl ihrer Treffer sortiert, bei Gleichstand nach Spieleinsätzen.
| Rang | Spieler        | Auswahlmannschaft | Verein                        | Tore | Einsätze |
| ---- | -------------- | ----------------- | ----------------------------- | ---- | -------- |
| 1    | Erwin Helmchen | Sachsen           | Chemnitzer Polizeisportverein | 9    | 3        |
| 2    | Herbert Weigel | Sachsen           | Planitzer SC                  | 7    | 4        |
| 3    | Willi Arlt     | Sachsen           | Riesaer SV                    | 5    | 3        |
| 4    | Josef Arens    | Niederrhein       | TuS Helene Essen              | 4    | 2        |